# Laç
Laç (albánsky také Laçi) je město ležící v severní části Albánie. Má okolo 25 000 obyvatel a je hlavním sídlem okresu Kurbin.
Laç je známým poutním místem.

## Poloha
Město se nachází na okraji ploché pobřežní pláně 35 kilometrů severně od Tirany a deset kilometrů východně od pobřeží Jaderského moře. Za městem se zvedá vysoké pohoří
Laç tvoří správní (správní jednotku) Njësia s městem Sanxhak na jihu .

## Historie
Město se poprvé objevilo v tureckém defteru z roku 1467.
Před druhou světovou válkou navstěvovaly ročně tisíce lidí klášter zasvěcený Antonínu z Padovy. Během industrializace Albánie za komunistické nadvlády bylo rozhodnuto o výstavbě průmyslového závodu Superfosfat, který měl produkovat hnojiva pro albánské zemědělství. Nakonec se ale ukázal být ve výsledku značnou ekologickou zátěží pro životní prostředí i zdraví lidí. Kvůli němu také byla do města přivedena železnice (Skadar–Vorë).
Samotné město ve své současné podobě vzniklo masivním rozšířením původní vesnice pro potřeby ubytování pracovníků závodu. Vzniklo tak průmyslové město s obytnými bloky a uliční silnicí uspořádanou do pravidelných obrazců.
V 21. století byla západně od Laçe vybudována dálnice A1. Továrna byla uzavřena v roce 2000 poté opuštěna a její areál ponechán rozpadu.
V roce 2019 zde Turecko zafinancovalo výstavbu nových domů pro lidi, kterým bydlení zničilo zemětřesení.

## Kultura
V Laçi se nachází palác kultury (albánsky Pallati i Kulturës). Město nicméně nemá vlastní muzeum.
Východně od města v horách jsou pozůstatky pevnosti Kalaja e Sebastes.

## Sport
Místní fotbalový klub KF Laçi hraje nejvyšší albánskou ligu od roku 2009. V letech 2013 a 2015 vyhrál albánský fotbalový pohár